# 董昕 (1916年)

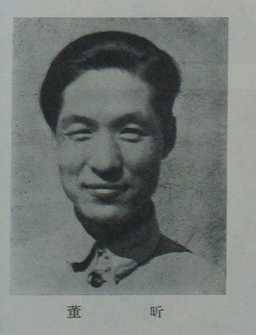

董昕（1916年—1994年），河北唐山人，中华人民共和国政治人物。
担任团中央青工部副部长、全国总工会生产部部长。1954年，当选第一届全国人民代表大会代表。